# Záhoří (district de Tábor)
Pour les articles homonymes, voir Záhoří.
Záhoří (en allemand : Sahorsch) est une commune du district de Tábor, dans la Bohême-du-Sud, en République tchèque. Sa population s'élevait à 63 habitants en 2020.

## Géographie
Záhoří se trouve à 7 km à l'est-nord-est de Týn nad Vltavou, à 23 km au sud-est de Tábor, à 30 km au nord de České Budějovice et à 94 km au sud de Prague.
La commune est limitée par Březnice au nord, par Hodětín à l'est, par Žimutice et Bečice au sud, et par Čenkov u Bechyně à l'ouest.

## Histoire
La première mention écrite du village date de 1379.